# Заручей (Бисеровское сельское поселение)
 Заручей  — опустевшая деревня в Афанасьевском районе Кировской области в составе Бисеровского сельского поселения.

## География
Расположена на расстоянии примерно 30 км на север по прямой от районного центра поселка  Афанасьево на правобережье реки Кама.

## История
Была известна с 1873 года как часть деревни Светлановской с 67 дворами и 488 жителями («За большим ручьем»),  в 1905 году уже отмечалась отдельно как починок Заручейское и Фрола Трушникова, дворов 5 и жителей 32, в 1926 9 и 40. В 1950 году в деревне Заручейская  14 хозяйств и 43 жителя, в 1989 оставался 1 житель. Настоящее название утвердилось с 1978 года.  

## Население
Постоянное население не было учтено как в 2002 году, так и в 2010.